# Jerko Ivanković Lijanović
Jerko Ivanković Lijanović (Kočerin, Široki Brijeg, 15. studenog 1969.) je poduzetnik i političar u Bosni i Hercegovini, osnivač je nekad najveće mesne industrije "Lijanovići", te član Predsjedništva Narodne stranke Radom za boljitak i bivši ministar poljoprivrede, vodoprivrede i šumarstva u Vladi FBiH.

## Mladost
Jerko Ivanković Lijanović rođen je u selu Kočerin kod Širokog Brijega u obitelji Stipe Ivankovića zvanog Lijan. Jerko je četvrti po starini od ukupno četvorice braće: Joze, Slave i Mladena. Redovno je završio šest razreda osnovne škole, a ostatak obrazovanja pohađao je u sklopu večernje škole. Maturirao je izvanredno na Poljoprivredno-prehrambenom školskom centru u Sarajevu.
Prije rata u Bosni i Hercegovini pomagao je ocu Stipi Ivankoviću zvanom Lijan oko financija u obiteljskoj kompaniji "Lijanovići" koja se bavila preradom mesa. Privatne kompanije su u vrijeme socijalizma mogle imati najviše 5 zaposlenika, a Lijan je zaposlio svoja četiri sina. Nakon raspada socijalizma kompanija "Lijanovići" se znatno proširila i njezina vrijednost je bila procijenjena je na €70 milijuna, međutim institucije Bosne i Hercegovine blokiraju i time gase firmu krajem 2002. godine, a više od 1000 zaposlenika je ostalo bez radnog mjesta. Nikada nisu pronađene bilo kakve protuzakonitosti u poslovanju firme. 

## Politička djelatnost
Većina gospodarstvenika osnovala je 1. listopada 2001. Narodnu stranku Radom za boljitak u Širokom Brijegu. Vlasnici nekad najveće mesne industrije Lijanovići su jedni od osnivača, te postaju lideri političke stranke. Jerko Ivanković-Lijanović je imenovan njezinim dopredsjednikom iz reda hrvatskog naroda, dok je Mladen Ivanković-Lijanović imenovan predsjednikom.
Na općim izborima održanim 2006. Jerko Ivanković-Lijanović je s 3228 glasova izabran za zastupnika u Zastupničkom domu PS BiH. Dvije godine kasnije, na općinskim izborima izabran je za zastupnika u Općinskom vijeću Ljubuškog s 3897 glasova. Nakon iznenađujuće dobrog rezultata na izborima 2010. godine, Jerko Ivanković-Lijanović je imenovan za Federalnog ministra poljoprivrede, vodoprivrede, i šumarstva, i dopremijera Vlade Federacije BiH. 

## Optužbe za organizirani kriminal
Godine 2014., zajedno s trojicom braće biva uhićen uoči početka izborne kampanje i osumnjičen za kaznena djela organiziranog kriminala iz članka 250. stavak 3. Kaznenog zakona BiH, a u svezi s kaznenim djelom neplaćanje poreza iz članka 211., porezna utaja ili prijevara iz članka 210. i pranje novca iz članka 209. KZ BiH. Nakon 45 dana provedenih u pritvoru, odnosno 15 dana nakon održanih izbora, biva pušten na slobodu na osnovu odluke Ustavnog Suda BiH koji je ukazao na neosnovanost određivanja pritvora. Nakon više od 5 godina sudskog procesa, svi osumnjičeni u ovom predmetu bivaju oslobođeni svih optužbi. 